# Jiménez (Venezuela)
Jiménez é um município da Venezuela localizado no estado de Lara.
A capital do município é a cidade de Quibor.